# Rubber Duck
Rubber Duck (littéralement Canard en caoutchouc) est une œuvre de Florentijn Hofman, prenant la forme d'un énorme canard de bain gonflable.

## Description
Rubber Duck est une installation prenant la forme d'un énorme canard en plastique. Le canard est composé d'une structure gonflable reposant sur un ponton, lui permettant de flotter. À l'instar des canards de bain, il est jaune vif, avec un bec orange et deux yeux noirs.
L'œuvre existe en plusieurs versions de différentes hauteurs : 5, 10, 12, 13, 14 et 26 m.
Le canard est installé de façon temporaire sur des plans d'eau (ports, lacs), à la manière d'un canard en plastique dans une baignoire. Selon son auteur, l'œuvre représente une figure amicale apolitique, destinée à provoquer des rassemblements.

## Historique
Rubber Duck est créé (sous le nom de « Canard de bain ») par Florentijn Hofman en 2007 pour le festival Estuaire dans un format gigantesque (26 m de hauteur),. Œuvre itinérante destinée à être exposée en plusieurs lieux le long de l'estuaire de la Loire entre juin et septembre 2007, sa mise en eau est finalement écourtée en juillet à cause de nombreuses difficultés rencontrées (crevaisons du canard, en particulier).
Depuis 2007, l'œuvre est installée dans divers sites, dans un format réduit , :
- 2007 :
  - 1er juin - 1er septembre : France, Estuaire[2] (26 × 20 × 32 m) :
    - Saint-Herblain (1er - 15 juin)
    - Couëron (17 - 27 juin, 47° 12′ 31,27″ N, 1° 43′ 44,08″ O)
    - Cordemais (30 juin - 20 juillet, 47° 16′ 56,29″ N, 1° 53′ 02,62″ O)
    - Paimbœuf (23 juillet - 16 août, 47° 17′ 12,15″ N, 2° 01′ 01,89″ O)
    - Saint-Nazaire (19 août - 1er septembre, 47° 16′ 41,8″ N, 2° 12′ 01,53″ O)

- 2008 :
  - Allemagne, Nuremberg (5 × 5 × 6 m)
  - Pays-Bas, Wassenaar (5 × 5 × 6 m)
  - Brésil, São Paulo (12 × 14 × 16 m)

- 2009 :
  - Pays-Bas, Elst (5 × 5 × 6 m)
  - Belgique, Hasselt (12 × 14 × 16 m)
  - Décembre : Japon, Osaka (10 × 11 × 13 m)

- 2010 :
  - Alost, Belgique (5 × 5 × 6 m)

- 2011 :
  - Février : Auckland, Nouvelle-Zélande (12 × 14 × 16 m)

- 2012 :
  - Japon, Onomichi (10 × 11 × 13 m)
  - Juillet : Belgique, Hasselt (12 × 14 × 16 m)

- 2013 :
  - Janvier : Australie, Sydney (13 × 14 × 15 m)
  - Mai : Chine, Hong Kong, Tsim Sha Tsui (14 × 15 × 16,5 m)
  - Septembre : États-Unis, Pittsburgh (14 × 15 × 16,5 m)
  - Septembre : Chine, Pékin (14 × 15 × 18 m)
  - Septembre : Azerbaïdjan, Bakou (12 × 14 × 16 m)
  - Taïwan (25 × 18 × 18 m) :
    - Septembre : Keelung
    - Octobre : Taoyuan
    - Décembre : Kaohsiung

- 2014 :
  - 10 - 19 janvier : Australie, Parramatta (13 × 14 × 15 m)
  - 27 avril - 31 mai : Viêt Nam, Hô Chi Minh-Ville (22 × 20 × 16 m)
  - 17 - 26 mai : États-Unis, Norfolk (14 × 15 × 16,5 m)
  - 30 mai - 15 juin : Chine, Hangzhou (25 × 18 × 18 m)
  - Août : États-Unis, Los Angeles (33 × 18 × 26 m)
  - 14 octobre - 14 novembre : Corée du Sud, Séoul (16,5 × 19,8 × 16,5 m)
  - 23 octobre - 23 novembre : Chine, Shanghai

- 2016 :
  - 29 avril - 27 mai : Chine, Macao
  - Juillet - août : Chine, Harbin
  - 26 août : États-Unis, Buffalo

- 2017 :
  - 28 septembre - 8 octobre : Chili, Santiago et Valparaíso

- 2022 :
  - 30 septembre - 31 octobre : Corée du Sud, Séoul

- 2023 :
  - 10 - 18 juin : Chine, Hong Kong, Tamar (“Double Ducks”, each measuring 18 metres in height)